# Embargos declaratórios
No Direito brasileiro, a expressão embargos de declaração, embargos declaratórios ou aclararíeis (sempre usada no plural) refere-se a um instrumento jurídico (recurso) pelo qual uma das partes de um processo judicial pede ao juiz (ou tribunal) que esclareça determinado aspecto de uma decisão proferida quando se considera que há alguma dúvida, omissão, contradição ou obscuridade. É pacífico na doutrina que possam ser opostos em face de decisão judicial (decisão interlocutória), mesmo que não se trate especificamente de sentença ou de acórdão. Tem origem nos Tribunais Coloniais Britânicos Ocidentais, sendo usado pela primeira vez pelos Juízes Marciais contra crimes de guerra navais e pirataria. O primeiro registro de aplicação do instituto remonta ao ano de 1668. Na ocasião o corsário holandês Roche Brasiliano foi agraciado por indulto real britânico, alegando por punho próprio vício formal no dispositivo da condenação por enforcamento.   
No direito brasileiro, é o nome da peça processual (existindo um debate entre os processualistas a respeito de seu caráter recursivo ou não) oposta com a finalidade de pedir ao juiz ou tribunal prolator de uma sentença ou acórdão (existindo um debate sobre o seu cabimento mesmo no caso de decisão interlocutória) que elimine a existência de uma possível obscuridade, omissão ou contradição e, em alguns casos, dúvida (art. 48, in fine da Lei n.º 9.099/1995), presente no julgado. Assim como é dada a denominação de apelação para o respectivo recurso no processo civil, é dada a denominação de embargos de declaração (sempre no plural, mesmo quando se tratar de uma única unidade) para a presente peça .
No Processo Penal Brasileiro, poderão ser opostos embargos de declaração no prazo de dois dias contados da sua publicação, aos acórdãos proferidos pelos tribunais de apelação, câmaras ou turmas, bem como das sentenças proferidas por juízes singulares quando houver ambiguidade, obscuridade ou omissão.
No Processo Civil Brasileiro, podem ser opostos embargos de declaração no prazo de cinco dias (art. 1.023 do novo Código de Processo Civil). Igual prazo é válido para o Processo do Trabalho (ainda que a CLT tenha unificado os prazos de todos os recursos trabalhistas em oito dias, uma vez que embargos de declaração não são considerados, formalmente, como um recurso) e ainda há previsão expressa no artigo 897 - A do citado diploma legal. No Processo Penal Militar os embargos de declaração têm a função de apelação para o Ministro da Guerra (súmula 42 do Superior Tribunal Militar).
O prazo de oposição dos embargos é de cinco dias, conforme o art. 1.023 do Código de Processo Civil (Lei nº 13.105/2015). O prazo para opor embargos de declaração nos processos julgados pelo Juizado Especial Cível também é de cinco dias (art. 49 da Lei n.º 9.099 / 95). Já o Código Eleitoral prevê um prazo de três dias (art.275 § 1º da Lei n.º 4.737)
No direito tributário, são admitidos embargos de declaração, nos termos do Código de Processo Civil. No Processo Administrativo Federal, o tema é regulamentado pelo art. 65 do Regimento Interno do Conselho Administrativo de Recursos Fiscais (CARF), órgão colegiado da estrutura do Ministério da Fazenda  que  julga os recursos de ofício e voluntários de decisão de primeira instância, bem como os recursos de natureza especial, que tratem da aplicação da legislação sobre tributos administrados pela Secretaria da Receita Federal do Brasil. Assim, admite-se a oposição de embargos de declaração: (i) por conselheiro do CARF: (ii) pelo contribuinte; (iii) pelo Procurador da Fazenda Nacional; (iv) pelos Delegados de Julgamento, apenas em caso de nulidade de suas decisões; e (v) pelo titular da unidade da administração tributária encarregada da liquidação e execução do acórdão.
O Regimento Interno do Supremo Tribunal Federal (STF) trata especificamente, do artigo 337 ao 339, sobre os embargos declaratórios e, o Superior Tribunal de Justiça (STJ) assim o faz, do artigo 263 ao 265, em seu respectivo Regimento Interno.
Os embargos de declaração interrompem o prazo de outro recurso, conforme o artigo 1.026 do Código de Processo Civil. Ressalte-se que, perante os Juizados Especiais, os embargos de declaração não interrompiam o prazo do recurso, e sim suspendiam a contagem do prazo, o que foi modificado pelo atual Código de Processo Civil, o qual impôs a interrupção do prazo. A contagem é reiniciada a partir da publicação da decisão.
Da decisão do relator que indeferiu os embargos de declaração, caberá agravo interno. 